# Радіохвилевід

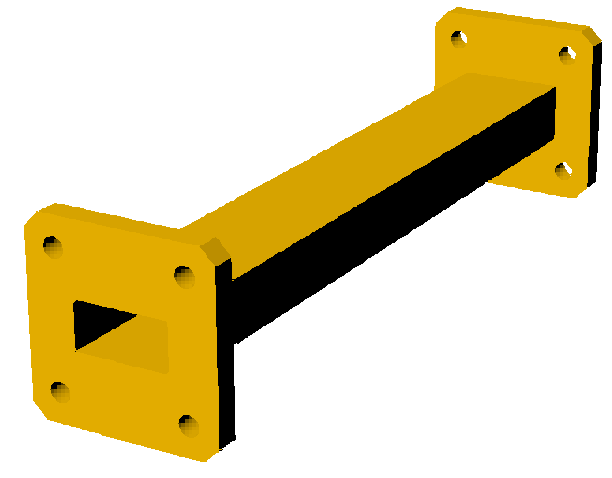
Хвилевідний з’єднувач з фланцями.
Для з’єднання ділянок прямокутного хвилевідного тракту

Хвилевід (електромагнітний) — лінія передачі, яка описується телеграфними рівняннями (в загальному випадку рівняннями Максвелла) і служить для передачі спрямованих електромагнітних хвиль розпочинаючи з метрового і закінчуючи сантиметровим діапазонами.

## Історія
Вперше ідею хвилевода було запропоновано Дж. Дж. Томсоном
в 1893 році, а в 1894 її експеририментально перевірив О. Дж. Лодж. Математичний аналіз розповюдження хвиль в порожньому металічному циліндрі вперше здійснив лорд Релей в 1897 році.

## Опис
Бокова поверхня каналу хвилевода є границя розділу двох середовищ, при переході через яку різко змінюються діелектрична проникність або магнітна проникність та електропровідність. Ця поверхня може мати довільну форму. На практиці використовуються циліндричні хвилеводи з різноманітними перерізами (прямокутні, круглі, Н- та П- подібні і т.і.).
До хвилеводів відносять, як правило тільки ті, що мають канал з однозв’язним перерізом, а інші (наприклад, коаксільні кабелі) розглядаються в теорії довгих ліній.

## Властивості
Головна особливість хвильовода полягає в тому, що в ньому можуть розповсюджуватися електромагнітні хвилі, довжина яких менша чи співмірна із поперечним перерізом хвилевода. Це обумовлює використання хвилеводів в основному в області надвисоких частот (сантиметровий та дециметровий діапазони). За використанням поділяються на дві групи: фідери та лінії далекого зв’язку. Фідери служать для передачі енергії між блоками апаратури, що знаходяться на порівняно невеликій відстані, наприклад, антенно-фідерна система радіолокаційної станції чи мережевий кабель між ПК локальної мережі. Лінії далекого зв’язку служать для передачі даних на великі відстані. Лінія радіозв’язку використовує атмосферу.

## Технічні вимоги
- малий коефіцієнт загасання, що забезпечує високий коефіцієнт корисної дії (ККД) фідера;
- забезпечення заданої потужності, що передається, без електричних пробоїв і перегріву;
- економічна доцільність, обумовлена помірними поперечними розмірами, малою вагою, доступними матеріалами, простотою конструкції і технології виробництва та ін.

## Переваги та недоліки

### Переваги
Основною перевагою металічних хвилеводів в порівнянні з двохпровідними лініями передачі та коаксильними кабелями є незначні втрати на НВЧ.
Причини цього:
- Майже повна відсутність втрат на випромінювання енергії в навколишнє середовище;
- При однакових розмірах хвилевода та, наприклад, двопровідної лінії поверхня хвилевода, по якій течуть струми (скін ефект) завжди більша ніж у двопровідної лінії. Із цього випливає, що густина поверхневих струмів, а отже і втрати на джоулеве тепло, будуть в хвилеводах менші.

### Недоліки
- Наявність нижньої границі для пропускних частот;
- Громіздкість конструкції на дециметрових та більш довгих хвилях;
- Необхідність більшої точності виготовлення та спеціальної обробки внутрішньої поверхні стінок хвилевода; * Складність монтажу.

## Використання
Хвилеводи, в основному використовують для передачі енергії в НВЧ трактах (наприклад, від передавача до антени). Такий тракт як правило складається з різних за формою та розмірами хвилеводів, кутових згинів тощо. Для сполучення хвилеводів з різними поперечними перерізами використовуються плавні хвилеводні переходи зі змінним перерізом (наприклад, рупорний перехід).